# 재규어 E-페이스
재규어 E-페이스(Jaguar E-Pace)는 재규어의 준중형 SUV이다.
2017년 6월에 공개되었다. 생산은 I-페이스와 함께 오스트리아 그라츠에 있는 마그나 슈타이어에서 생산한다.
기어는 돌리는 레버가 아니라 F-타입처럼 일반적인 자동변속기이다.